# Breg (Labin)
Pour les articles homonymes, voir Breg (homonymie).
Breg est une localité de Croatie située en Istrie, dans la municipalité de Labin, dans le comitat d'Istrie. En 2001, la localité comptait 42 habitants.

## Démographie
| 1948 | 1953 | 1961 | 1971 | 1981 | 1991 | 2001 |
| ---- | ---- | ---- | ---- | ---- | ---- | ---- |
| 83   | 75   | 86   | 62   | 62   | 41   | 42   |